# Joanna Lenko
Joanna Lenko, née le 24 avril 1992, est une danseuse sur glace canadienne. Elle a remporté trois médailles au ISU Junior Grand Prix (en) avec Mitchell Islam (en),,,,,,,.